# Евразия (Москва-Сити)
«ВТБ» (ранее — «Евразия») — небоскрёб высотой 309 м, расположенный в Москве на 12-м участке Московского международного делового центра.
Проект представляет собой офисно-рекреационный комплекс на трёхэтажном подиуме, в котором разместятся фитнес-центр и магазины. Также планируется разместить в здании офисы, которые займут 43 этажа, общей площадью 85 000 м² и жилые апартаменты. В здании будет парковка на 1000 автомобилей.
По замыслу архитекторов, внешне башня будет иметь классический вид в сочетании с модерном. Снаружи здания со стороны башни «Федерация» предполагается разместить эркер треугольной формы.

## Ход строительства
В 2002—2005 годах предприниматель Павел Фукс, не имея никакого портфеля реализованных проектов, получил в комплексе Москва-Сити два участка под строительство. В интервью газете «Коммерсантъ» Фукс утверждал, что участки его «уговорил» взять бывший вице-мэр Москвы Иосиф Орджоникидзе. Известно, что компания Фукса BEM Global Corp перевела Орджоникидзе один миллион долларов «за консультации» (в 2015 году нью-йоркский филиал Barclays Bank обратил внимание на этот перевод, отметив его как подозрительный), что может расцениваться как взятка.
Проект «Евразия» был запущен в 2002 году и предполагал строительство в «Москва-Сити» 71-этажного офисно-гостиничного комплекса общей площадью 208,3 тыс. м². Застройщиком небоскрёба стало ЗАО «Техинвест», созданное на паритетных началах владельцем MosCityGroup Павлом Фуксом и казахстанским предпринимателем, контролировавшим пакет ИПГ «Евразия», Мухтаром Аблязовым.
В июле 2008 года «Техинвест» открыл в Сбербанке кредитную линию в размере 12,5 млрд руб. (500 млн $) сроком на пять лет; обеспечением по кредиту выступил строящийся небоскреб. В первой половине 2009 года, когда девелопер успел выбрать чуть менее 5 млрд рублей, Сбербанк приостановил финансирование проекта. Участники рынка связывали это решение с уголовным делом против топ-менеджеров ИПГ «Евразия», «Евразии логистик» и самого Мухтара Аблязова, который обвинялся в хищениях на 5 млрд $.
В итоге MosCityGroup консолидировала 100 % проекта «Евразия», выкупив долю г-на Аблязова за 50 млн $. Но строительство башни было остановлено. По данным ОАО «Сити», управляющей компании «Москва-Сити», девелоперу удалось возвести пять подземных и 44 надземных этажа башни, из них остеклены лишь 20.
В марте 2011 года Сбербанк подал иск к ЗАО «Техинвест» на 5,018 млрд руб. По словам Павла Фукса, причиной для обращения в Московский арбитраж стала просрочка платежей по кредиту. Позднее[когда?] Сбербанк уступил права требования по кредиту кипрской Demoginet Limited, которую участники рынка связывают с инвесткомпанией Сулеймана Керимова «Нафта Москва». По словам топ-менеджера иностранной консалтинговой компании, вместе с Керимовым Demoginet Limited контролируют Микаил Шишханов и Аркадий Ротенберг. По словам источника «РБК daily», кипрская компания принадлежит ОАО «Декмос» (владеет строящейся гостиницей «Москва»). 49 % «Декмоса» контролирует Шишханов, 25,5 % — Керимов, а остаток — владелец банка «Северный морской путь».
В 2019 году Павел и Роман Фуксы были объявлены в международный розыск по обвинению в мошенничестве и хищении при строительстве жилого комплекса в центре Москвы. За хищение миллионов долларов казахского «БТА банка» при строительстве башни «Евразия» Павел Фукс также находится в розыске Республики Казахстан.
В октябре 2022 года Банк "ВТБ"  завершил работы по внутреннему и внешнему переоборудованию и вводу в эксплуатацию нового головного офиса в принадлежащем банку высотном здании башни «Евразия» в Москва-Сити. Сейчас это высотное здание получило название Башня "ВТБ".
В целях придания архитектуре высотного здания современного облика в соответствии с деловыми центрами ведущих столиц мира, Банком "ВТБ" во взаимодействии с профильными специалистами было разработано техническое задание на изготовление и установку системы архитектурно-художественной подсветки фасадов Башни, конструктивно состоящей из восьми светодиодных медиафасадов.
Верхний медиафасад имеет размер 145,5 Х 8,2 метра, установлен на верхней части здания. На восточном фасаде установлен  медиафасад размером 283,0 Х 19,5 метра, на западном фасаде установлен  медиафасад, состоящий из трех частей общим размером 281,7 Х 28,5 метра. В середине по высоте башни установлен медиафасад, состоящий из трех частей общим размером 128,2 Х 5,6 метра. Общая условная площадь всех медиафасадов составила около 15 тысяч квадратных метров.
Работы по монтажу  оборудования на фасаде высотного здания выполняли промышленные альпинисты,  на верхнем световом поясе для монтажа была задействована система обслуживания фасада.  Внутри помещений здания с 72 по 1 этажи здания устанавливалось оборудование системы электроснабжения и управления.

В настоящее время на поверхности фасадов Башни "ВТБ" выводится анимационная реклама Банка "ВТБ".

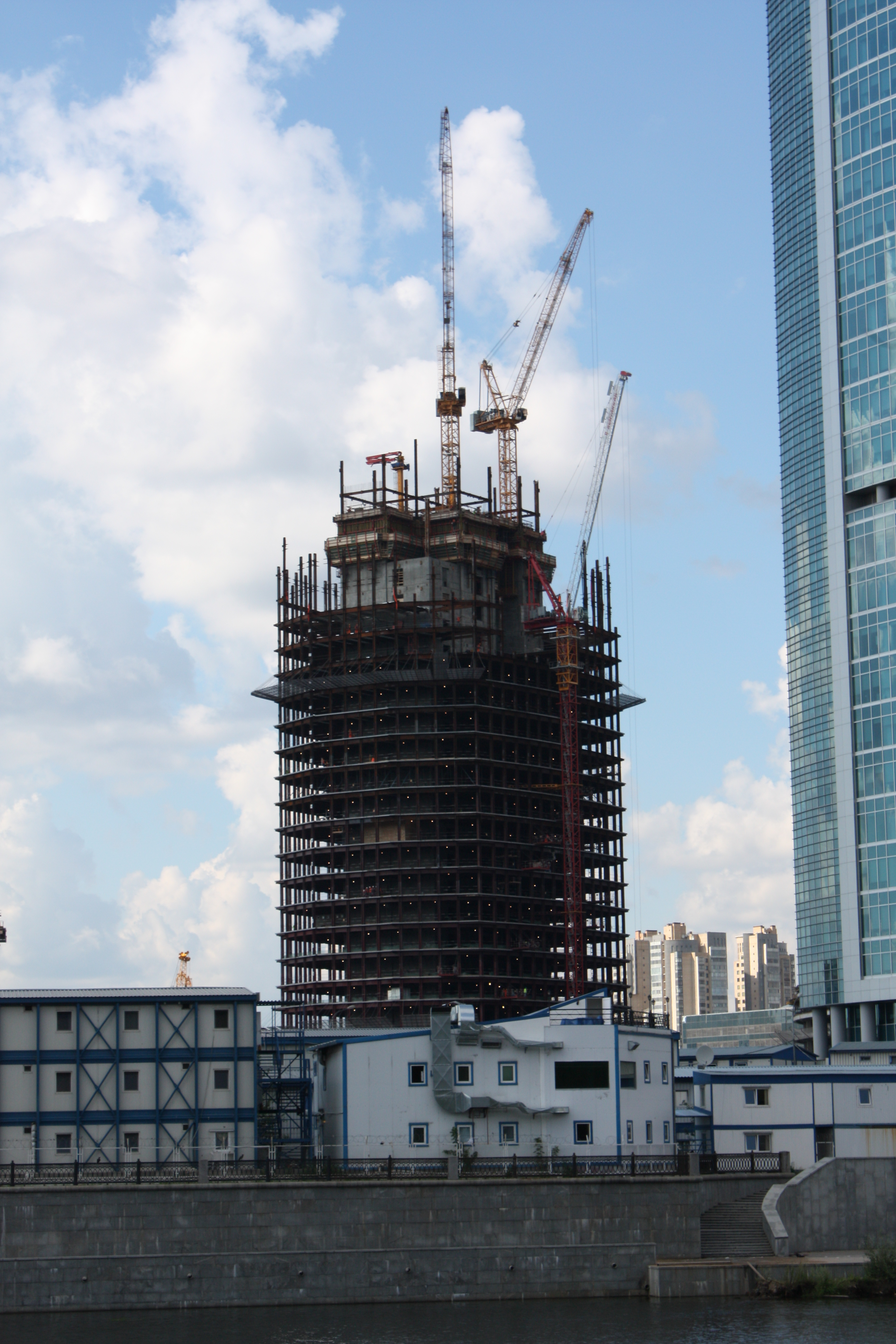
21 июля 2008 года
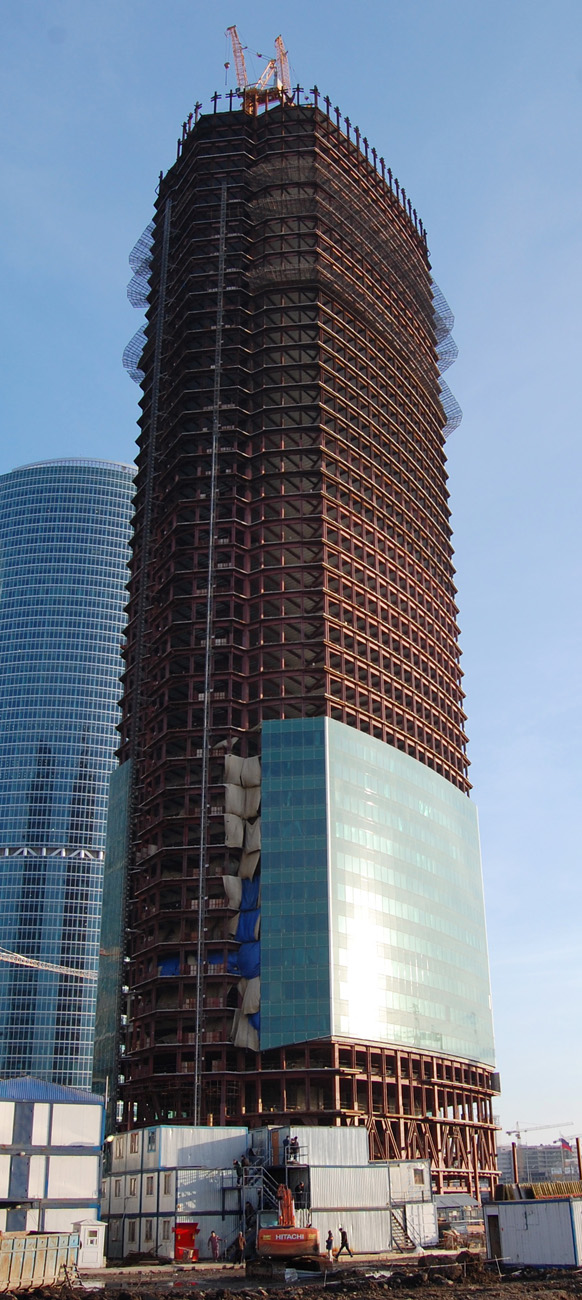
28 марта 2010 года
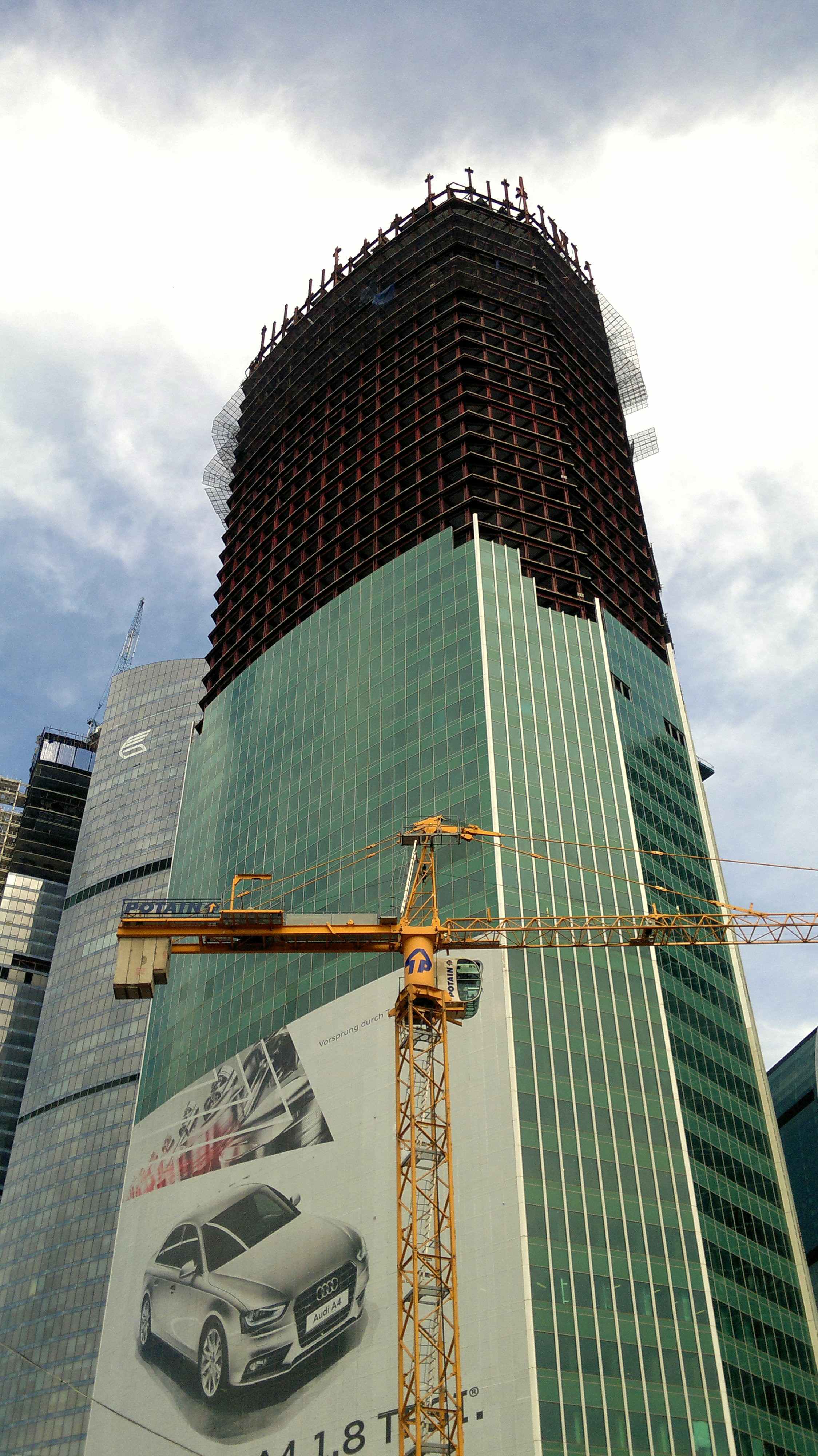
12 мая 2012 года
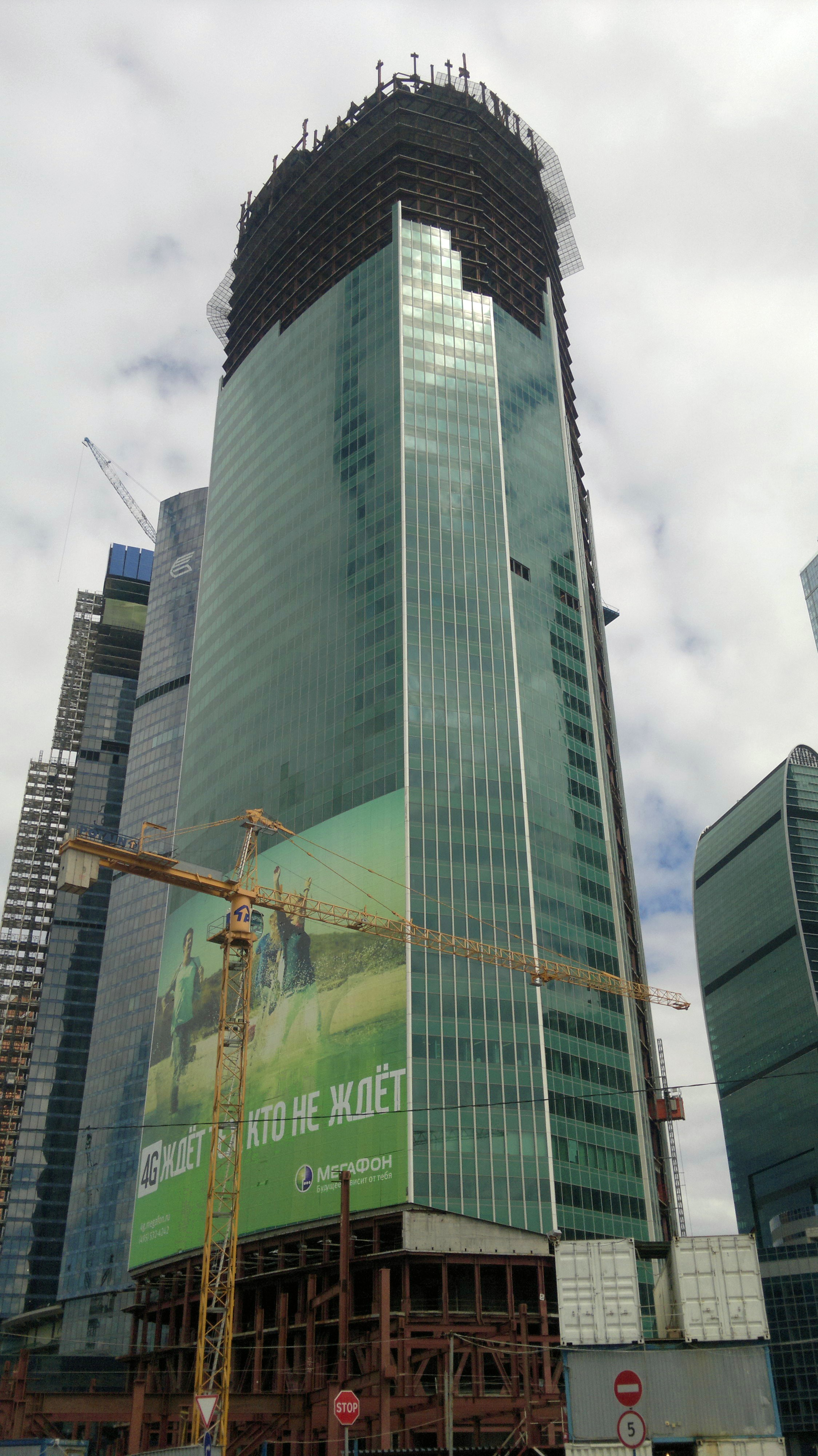
27 июня 2012 года
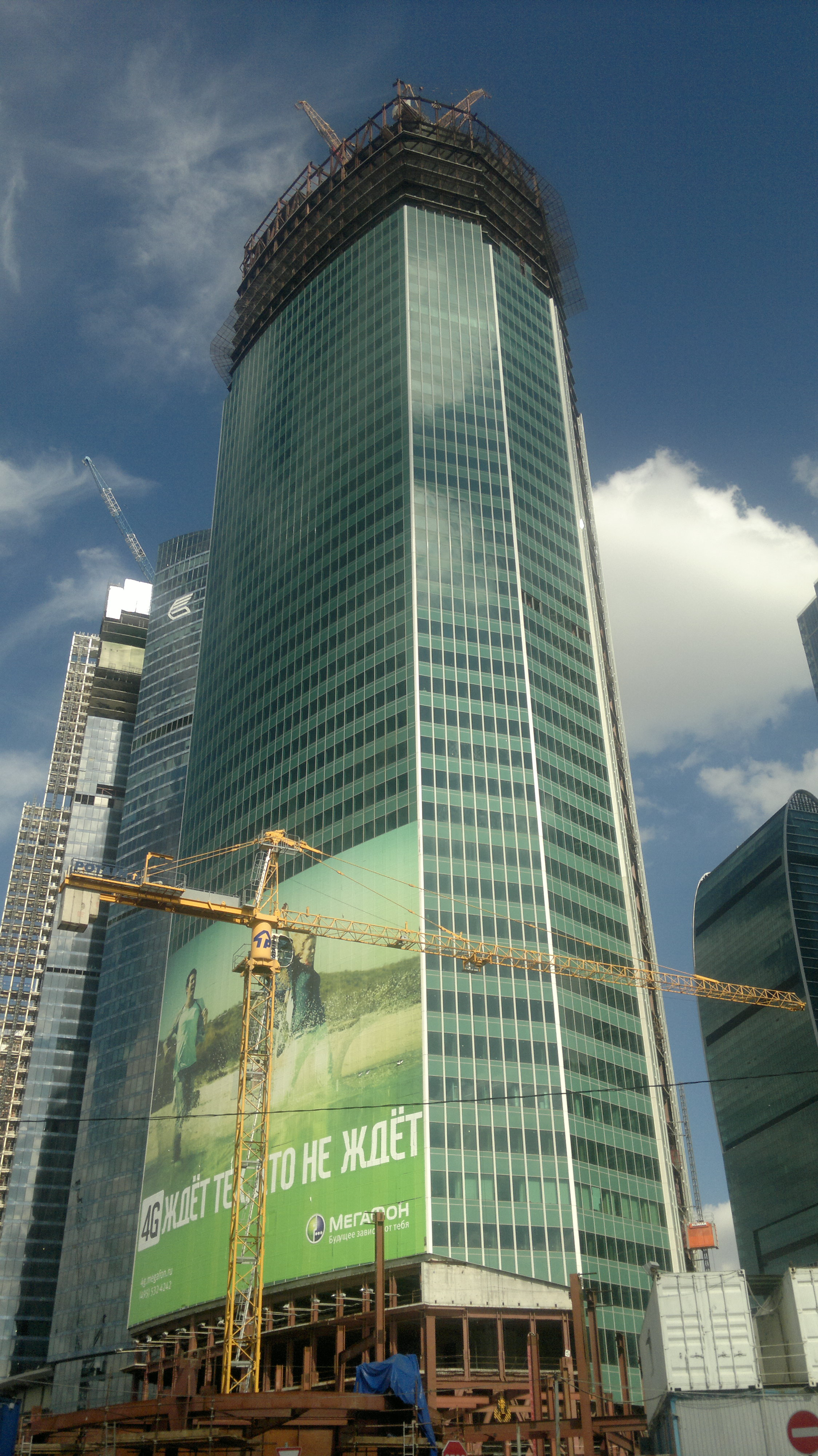
25 июля 2012 года
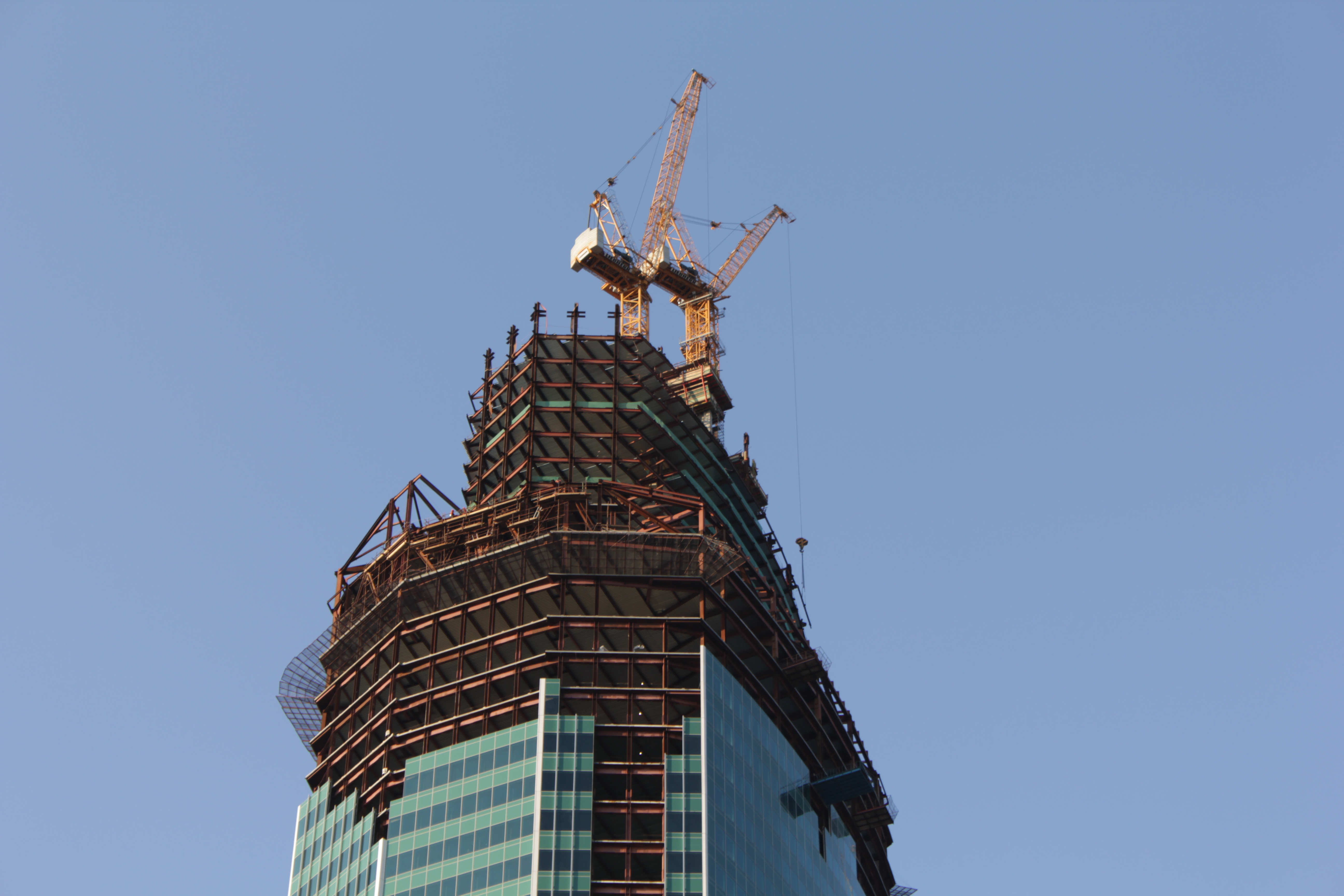
12 сентября 2012 года
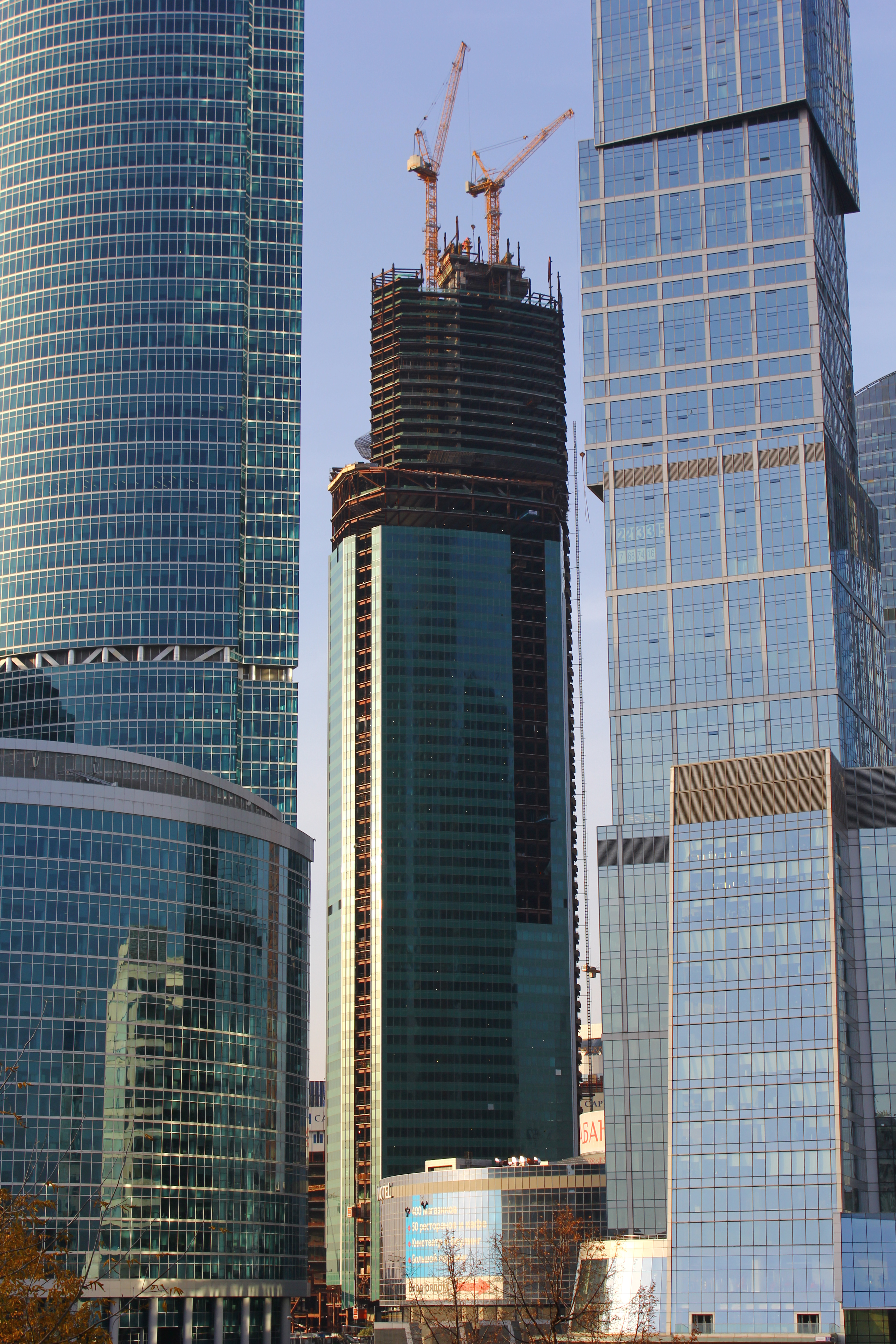
21 октября 2012 года
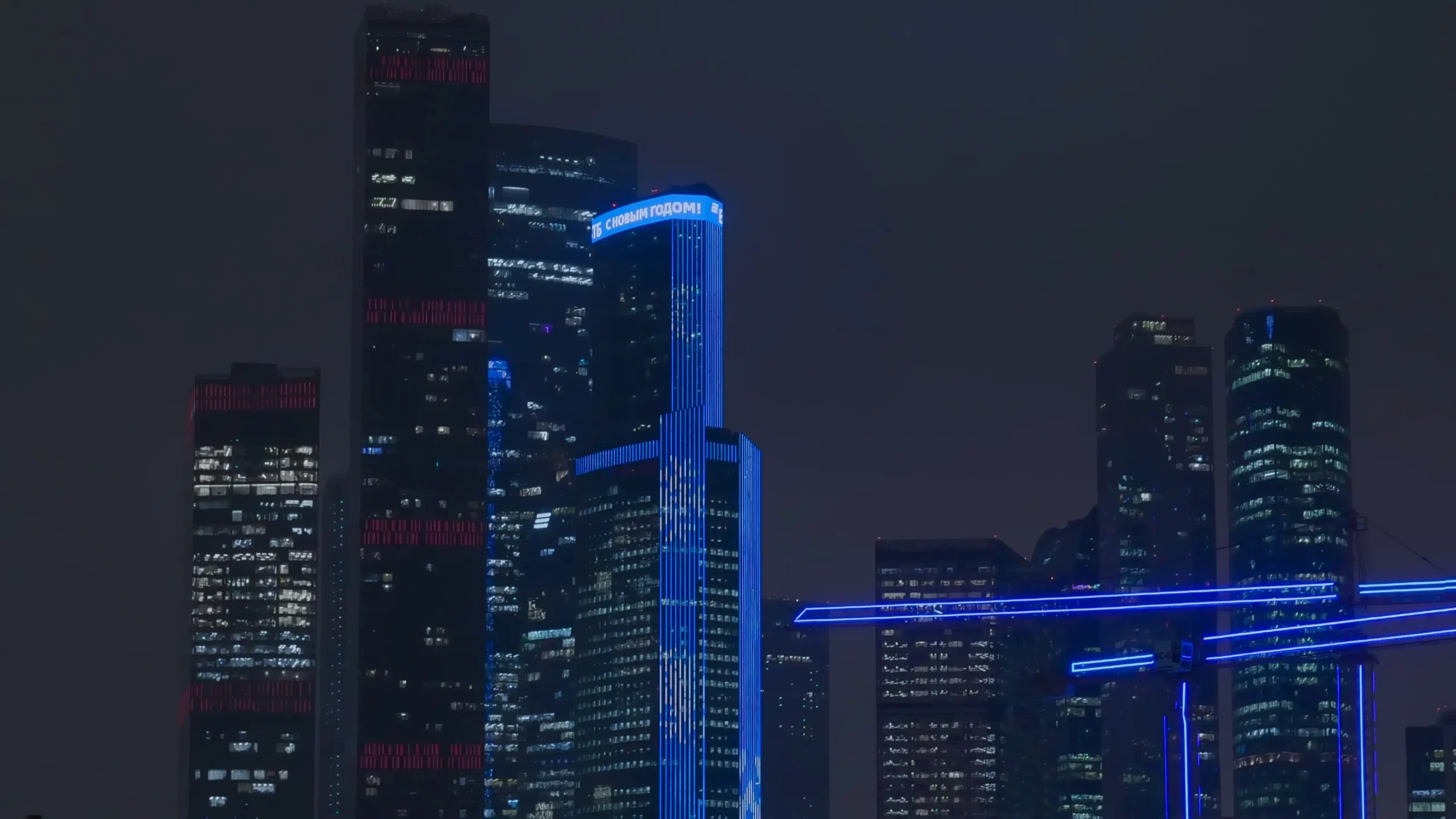
Медиафасады на башне "ВТБ"

## Ключевые фигуры
- Аблязов, Мухтар Кабулович
- Павел Фукс
- Сулейман Керимов